# Hauptkirche der Streitkräfte Russlands

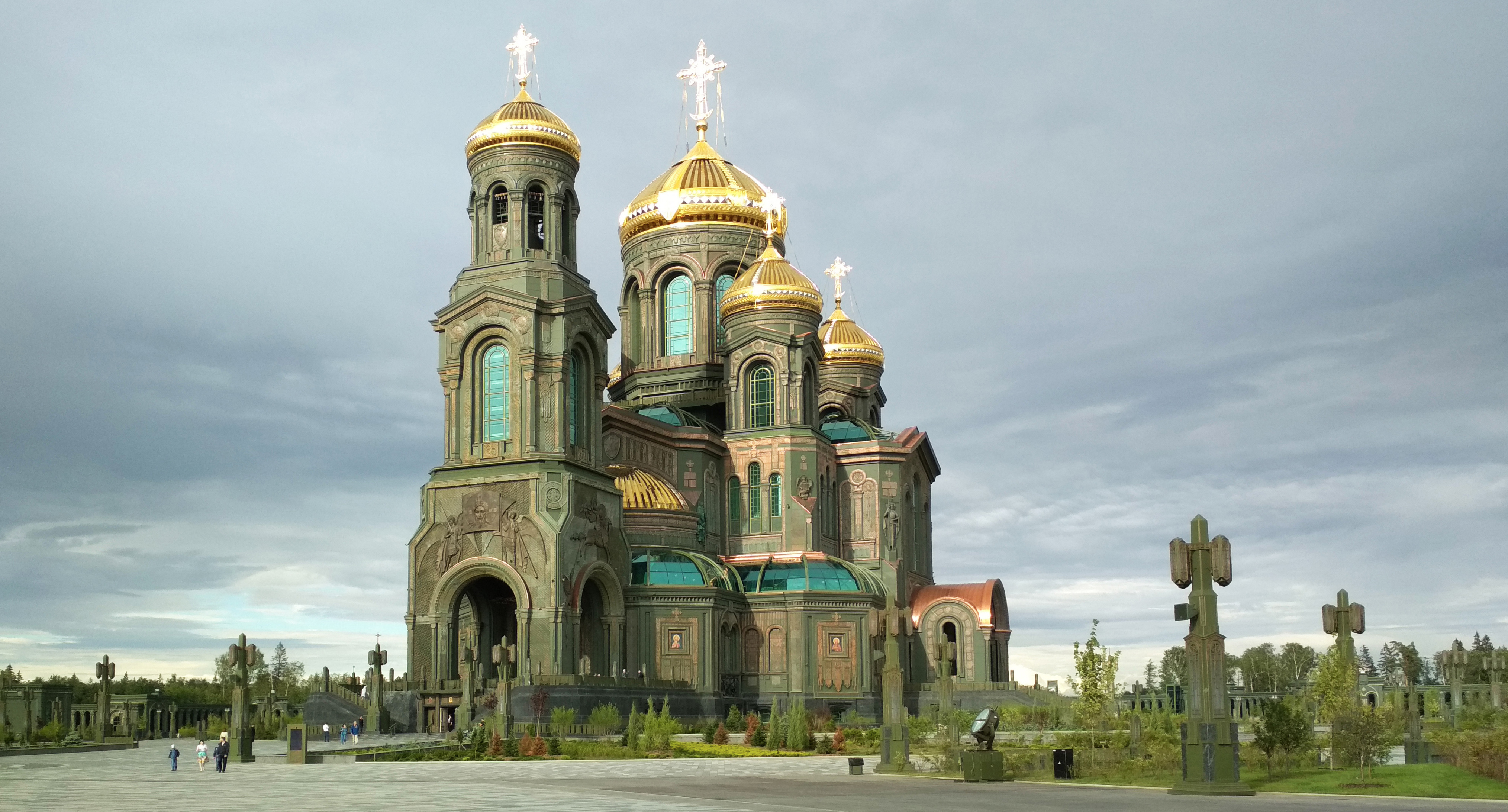
Hauptkirche der Streitkräfte Russlands

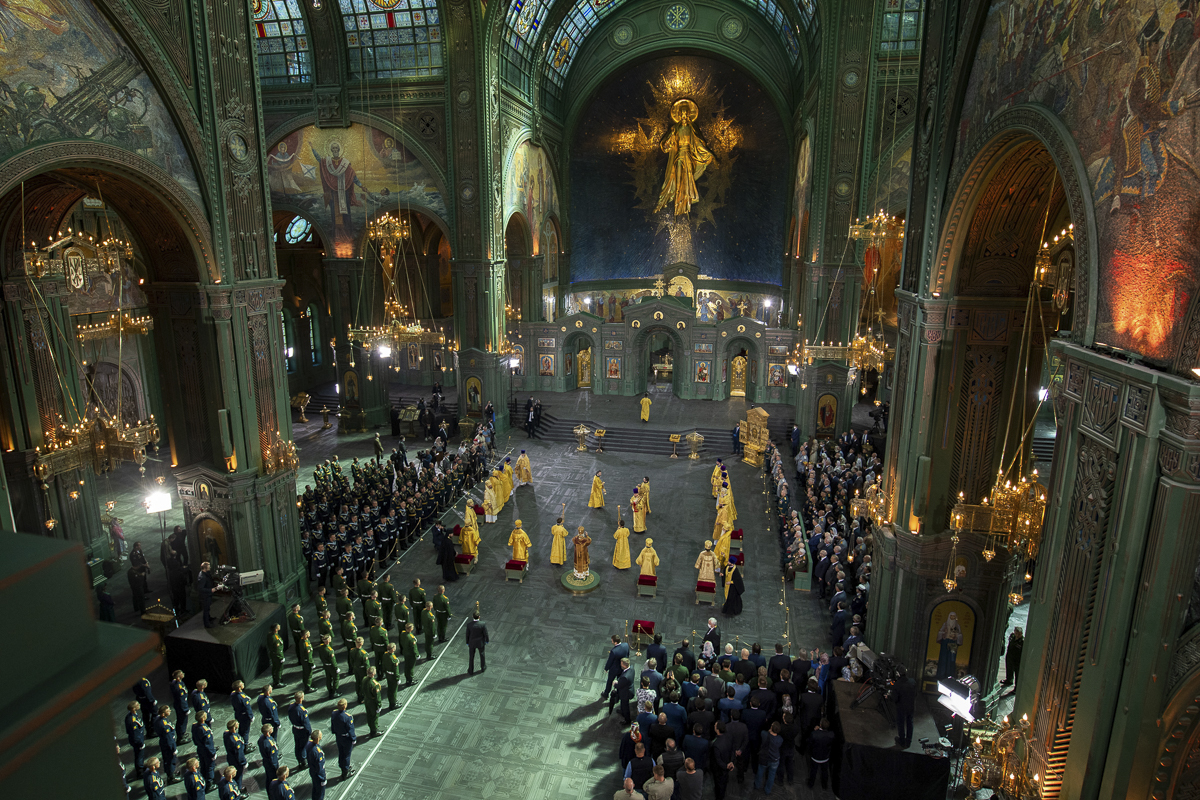
Blick in den Innenraum während der Einweihung (2020)

Die Hauptkirche der Streitkräfte Russlands (russisch Главный храм Вооружённых сил России) ist ein russisch-orthodoxes Gotteshaus im Park Patriot in der Oblast Moskau. Die Kirche ist unter dem Patrozinium der Auferstehung Jesu Christi den Streitkräften Russlands gewidmet und wurde anlässlich des 75. Tages des Sieges 2020 errichtet. Die Kirche wird vom multimedialen Gedenk- und Ausstellungskomplex umgeben, der Teil der Gesamtanlage ist. Zum Zeitpunkt seiner Fertigstellung ist es der viertgrößte orthodoxe Kirchenbau Russlands.

## Lage
Die Kirche steht im nördlichen Bereich des Park Patriots in der russischen Stadt Kubinka etwa 60 km westlich von Moskau. Wenige hundert Meter nördlich verläuft die Europastraße 30.
Verteidigungsminister Schoigu erklärte die Wahl des Bauplatzes u. a. mit dem Frontverlauf während des Deutsch-Sowjetischen Krieges. In der Nähe befände sich Alabino, wo das Verteidigungshauptquartier von Marschall Schukow geleitet und bedeutende Entscheidungen für den Ausgang des Krieges getroffen worden wären. Ein Granitpfeiler, der in der Nähe gefunden und zentral vor der Kirche platziert wurde, soll den Wendepunkt im Krieg und das Vorstoßen der Roten Armee nach Westen symbolisieren.

## Geschichte
Pläne zur Errichtung der Hauptkirche der Streitkräfte Russlands wurden erstmals 2018 bekannt. Die Idee geht auf den russischen Verteidigungsminister Sergei Schoigu zurück, welcher zusammen mit Wladimir Putin und dem Moskauer Patriarchen Kyrill I. im September 2018 auch den Grundstein legte. Die Kirche wurde in einer Bauzeit von nur 19 Monaten bis zum Mai 2020 errichtet.
Die Kirchengebäude soll offiziell ausschließlich durch Spenden finanziert worden sein. Zu den Spendern zählen der russische Regisseur Nikita Michalkow und der Sportfunktionär Wjatscheslaw Fetissow. Es wurde jedoch auch berichtet, dass Mittel des Staates und staatlicher Rüstungsunternehmen in den Bau investiert wurden. Nach Medienberichten wird die Errichtung insgesamt sechs Milliarden Rubel (rund 75 Millionen Euro) kosten.
Die Eröffnung war ursprünglich am 9. Mai 2020, dem 75. Jahrestag des Endes des Zweiten Weltkrieges in Russland, geplant. Aufgrund der COVID-19-Pandemie wurde die Eröffnung verschoben. Die Einweihung erfolgte schließlich am 14. Juni 2020 in Anwesenheit des russischen Verteidigungsministers Sergei Schoigu durch den Patriarchen Kyrill I. Die Öffnung der Kirche für die Öffentlichkeit erfolgte wenige Tage später am 22. Juni 2020 zum Tag der Erinnerung und der Trauer.
Es ist die erste Hauptkirche der Gesamtstreitkräfte ihrer Art. Vorher gab es nur Hauptkirchen von Teilstreitkräften, wie etwa die Nikolai-Marinekathedrale in Kronstadt bei Sankt Petersburg, die seit 2013 den Status der „Hauptkathedrale der russischen Marine“ trägt.
Das Bauvorhaben kombiniert symbolistisch Mosaik, Skulptur, Keramik, Malerei, Buntglasfenster, historisierende Baustile und traditionelles Handwerk mit moderner Bautechnik. Bei seiner Entstehung spielte der Chefarchitekt und Autor des Projekts, Dmitri Smirnow, eine Schlüsselrolle. Nach der Entscheidung des Künstlerischen Rates haben bedeutende Kunstschaffende wie Sergei Andrijaka, Salawat Schtscherbakow oder Wassili Nesterenko, der bereits mit den Wandmalereien in der Christ-Erlöser-Kathedrale in Moskau beauftragt wurde, an der künstlerischen Gestaltung mitgewirkt.

## Architektur
Bestimmte Eigenschaften der Kirche orientieren sich an den historischen Daten des Großen Vaterländischen Kriegs.
Die Kirche besteht aus einem Hauptbau und einem direkt daran anschließenden Glockenturm mit einer Höhe von 75 Metern, in Anlehnung an den 75. Jahrestag des Kriegsendes. Sechs goldene zwiebelförmige Kuppeln krönen den Bau. Eine der Kuppeln befindet sich auf dem Glockenturm, die übrigen fünf auf dem Hauptbau. Die Hauptkuppel im Zentrum des Bauwerks erreicht eine Höhe von 95 Metern, womit das Gebäude die vierthöchste Kirche in Russland ist. Sie hat einen Durchmesser von 19,45 Metern (angelehnt an das Jahr des Kriegsendes) und eine Höhe von 22,43 Metern, was der Uhrzeit der Unterzeichnung der bedingungslosen Kapitulation der Wehrmacht entspricht. Das Postament verfügt über 8 Fenster zur Vervollständigung des Datums. Die vier kleineren Kuppeln auf dem Hauptbau haben jeweils eine Höhe von 14,18 Metern in Anlehnung an den 1418 Tage andauernden Deutsch-Sowjetischen Krieg. Metallstufen in der Kirche bestehen aus eingeschmolzenen deutschen Waffen.
Die Form der Hauptkuppel soll den Helm Alexander Newskis symbolisieren. Der Tambour, auf dem die Hauptkuppel mit einem Gesamtgewicht von 80 Tonnen ruht, besteht aus einem hochlegierten Stahlrahmen, dessen „Festigkeitsfaktor“ zwischen 300 und 1500 Jahren liegen soll. Die Hauptkuppel wurde am Boden zusammengebaut und mit einem 750-Tonnen-Kran, der mit zusätzlichen 1250 Tonnen beschwert werden musste, hochgehoben.
Die Glocken wurden 2019 in einer Gießerei in Woronesch gegossen. Die größte wiegt 4,2 Tonnen und die kleinste 8 Kilogramm. Die insgesamt 18 Glocken wiegen zusammen mehr als 20 Tonnen. Sie sind mit Ornamenten verziert, die Kampfszenen aus der Geschichte Russlands und Szenen aus dem Großen Vaterländischen Krieg zeigen.
Die Fassaden wurden tarnfarbengrün gestaltet und die verglasten Deckengewölbe mit Abbildungen militärischer Orden verziert. Sie sind mit bronzenen Hochreliefs mit Szenen von Kriegsepisoden des Bildhauers Salawat Schtscherbakow verziert. In die Metallböden der Kirche sind Waffen der Wehrmacht eingebaut, die die Rote Armee im Zweiten Weltkrieg erbeutet hat.
Das nördliche Tor ist dem Beginn des Krieges gewidmet, auf den Toren selbst sind Alexander Newski und Dmitri Donskoi abgebildet und einem Zitat von Metropolit Sergius über den Beginn des Krieges. Das südliche Tor hingegen ist dem Sieg gewidmet und wurde vom Bildhauer Daschi Namdakow geschaffen. Die aus Metall gefertigte zweiflügelige Eingangstür zeigt den Reichsadler. In dem Adler steckt ein Schwert, welches gleichzeitig als Türgriff dient.
Die Kirche steht auf einem Plattenfundament über 435 Pfählen, deren Quersumme der Zahl der 12 Apostel entspricht. Jeder Pfahl hat angeblich eine Länge von 15 Metern in Reminiszenz an die 150. Schützendivision des 79. Schützenkorps der 3. Stoßarmee der Weißrussischen Front, die ihre Flagge über dem Reichstag hisste.
Außen an der östlichen Apsis ist ein Altarschrein angebracht, der unter Verwendung von Vergoldungen und Emails mit Halbedelsteinen hergestellt wurde. Der Schrein bleibt wochentags geschlossen und wird vor dem Sonntagsgottesdienst mit einer besonderen Zeremonie geöffnet.
Die Kirche wird vom multimedialen Gedenk- und Ausstellungskomplex „Straße des Gedenkens“ umgeben, der mit 1418 Metern der Zahl der Tage des Großen Vaterländischen Krieges entspricht.
Im Museumskomplex rund um die Kirche, wiederum mit 1418 Stufen, findet sich unter anderem die Schirmmütze Adolf Hitlers, was Sergei Medwedew so erklärte, dass dies eine der Reliquien der Kirche sei. Zu diesem Museumskomplex gehört auch ein Areal mit Schützengräben, weitere solche befinden sich, wie auch weitere Museen zur patriotischen Familienunterhaltung, für Reenactments im vom Verteidigungsministerium betriebenen Park Patriot, auf dessen Areal die Kirche eigentlich errichtet wurde.

## Inneneinrichtung

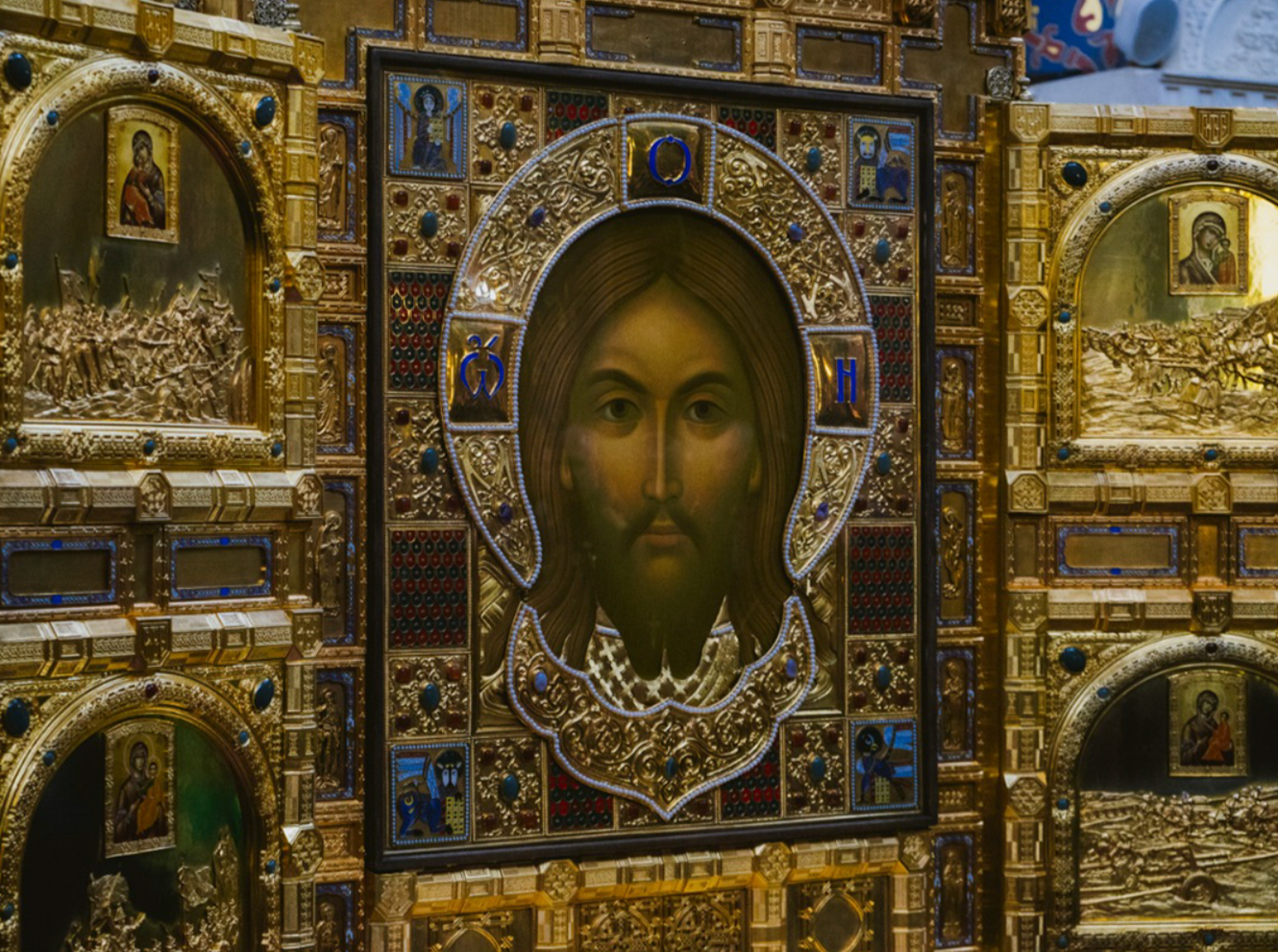
Die Hauptikone der Streitkräfte der Russischen Föderation, ein Acheiropoieton

Im Innern der Kirche wurde eine Vielzahl an Mosaiken angebracht. Diese stellen unter anderem historische Militärszenen und Persönlichkeiten der russischen Militärgeschichte bis in die Gegenwart dar.
Die zentrale Ikone der Kirche stellt das Heilige Mandylion dar und ist der Legende nach ein kanonisches Bild des Antlitzes Jesu Christi, das er zur Heilung als Antwort an König Abgar V. geschickt haben soll. Das Gesicht auf der Ikone ist umgeben von Bildern der Muttergottes von Kasan, Wladimir, Smolensk und Tichwin, die auf künstlerischen Reliefs platziert sind und bedeutende Ereignisse in der russischen Geschichte darstellen. Ein Reliquienschrein, der Teil der Ikone ist, enthält acht Partikel von Schutzheiligen: dem Heiligen Georg, Apostel Andreas, dem Heiligen Nikolaus von Myra, dem Heiligen Sergius von Radonesch, der Heiligen Barbara von Nikomedien, Apostel Simon Petrus, den Heiligen Pantaleon und des russischen Admirals Fjodor Uschakow. Die Ikone mitsamt Flügelaltar wiegt etwa 100 kg. Ikone selbst ohne Flügelaltar Faltung hat Abmessungen von ca. 98 × 84 × 10 cm. Die Mittel zur Anfertigung der Ikone sollen von Wladimir Putin gestiftet worden sein.
Die zentrale Ikone wurde nach traditionellen Herstellungsverfahren auf Holzbrettern gemalt, die aus dem Kanonenwagen einer 8-Pfünder-Gusseisenkanone aus dem Jahr 1710 stammen, die vom Boden der Newa angehoben wurde., Auf der Rückseite sind die Bretter mit einem Tokarew SWT-40 befestigt. Vor der Eröffnung der Hauptkirche hat die Hauptikone eine Reisestrecke von 57.000 Kilometer durch 40 verschiedene Städte, darunter Militärstützpunkte gemacht. Erster Ausstellungs- und Besichtungsort war die Wladimirkathedrale in Chersones auf der Krim weil mit diesem Ort die Taufe der Rus verbunden wird.
In der Ikonostase sind es 48 Ikonen, entsprechend der Anzahl der Monate des Deutsch-Sowjetischen und Sowjetisch-Japanischen Krieges. Die Inkrustation von 431 Edel- und Halbedelsteinen in der Ikonostase symbolisiert die Anzahl der Infanteriedivisionen, die zum Zeitpunkt des Krieges in der Roten Armee waren.
Buntglasmosaike im Gewölbe der Kathedrale zeigen auf 1500 Quadratmetern circa 40 Orden der Roten Armee. So dringt natürliches Tageslicht in den Innenraum und löst die üblichen schweren Gewölbe mit schmalen Fenstern ab, die in russischen Kirchen im byzantinischen Stil oft vorkommen. 1943 fand ein historisches Treffen zwischen Metropolit Alexius und Josef Stalin statt, um nach Jahrzehnten der Repression das Entgegenkommen der Kirche und die Unterstützung im Kampf gegen das Dritte Reich zu erwirken. Danach wurden auch zahlreiche Militärabzeichnungen der Zarenzeit wieder verwendet; folgende sind im Gewölbe abgebildet: Alexander-Newski-Orden, Bogdan-Chmelnizki-Orden, Uschakoworden, Nachimoworden, Suworow-Orden, Kutusoworden, Sowjetischer Siegesorden, Rotbannerorden, Orden des Roten Sterns, Orden des Vaterländischen Krieges. So werden zaristische, sowjetische und moderne Militärabzeichen im Gewölbe eklektisch zusammengeführt.
Die Seitenkapellen der Kirche sind Schutzpatronen der Teilstreitkräfte gewidmet: dem Heiligen Elija, Schutzpatron der Luft- und Weltraumkräfte und Luftlandetruppen, Barbara von Nikomedien, Schutzpatronin der Strategische Raketentruppen der Russischen Föderation, Apostels Andreas, dem Schutzpatron der Russische Seekriegsflotte und Alexander Newski, dem Schutzpatron des Russischen Heers.
Im westlichen Teil der Kirche gibt es einen Chor für mehr als 130 Personen.
In der Altarnische befindet sich eine vergoldete Figur von Jesus Christus. Die Höhe der Mandorla beträgt 11.694 mm in Anlehnung an die Zahl der während des Großen Vaterländischen Krieges vergebenen Titel „Held der Sowjetunion“.
Die Mosaikfläche im Inneren beträgt 2644 Quadratmeter, was der Anzahl der Vollinhaber des Ruhmesordens entspricht.
Die untere Kirche (russ. нижний храм) ist dem apostelgleichen Wladimir I. gewidmet. In der Mitte befindet sich ein mit Mosaikkreuzen verziertes Taufbecken nach urchristlichem Vorbild, das aus drei Wasserbecken mit Treppen und Beleuchtung besteht. Die Innenräume der unteren Kirche und des Baptisteriums sind mit Mosaiken aus einer Kombination von Porzellan, Keramik aus Gschel und Smalte gestaltet.
Das Gebäude bietet Platz für 6000 Gläubige und hat eine Gesamtfläche von 10.950 m².

## Kontroversen
In den sozialen Medien wurde verstärkt Kritik an der Architektur des Gebäudes geäußert. Die Kirche wurde unter anderem mit einem Raketenwerfer oder einer Luftverteidigungsbatterie verglichen.
Zu Diskussionen führten zwischenzeitlich im Inneren der Kirche angebrachte Wandmosaike, welche Wladimir Putin und Josef Stalin darstellen sollten. Putin wurde in Zusammenhang mit der Annexion der Krim und Stalin in Verbindung mit der Moskauer Siegesparade von 1945 vor der Basiliuskathedrale dargestellt. Aufgrund wachsender Kritik wurden die Mosaike noch vor der Einweihung der Kirche entfernt.

## Galerie

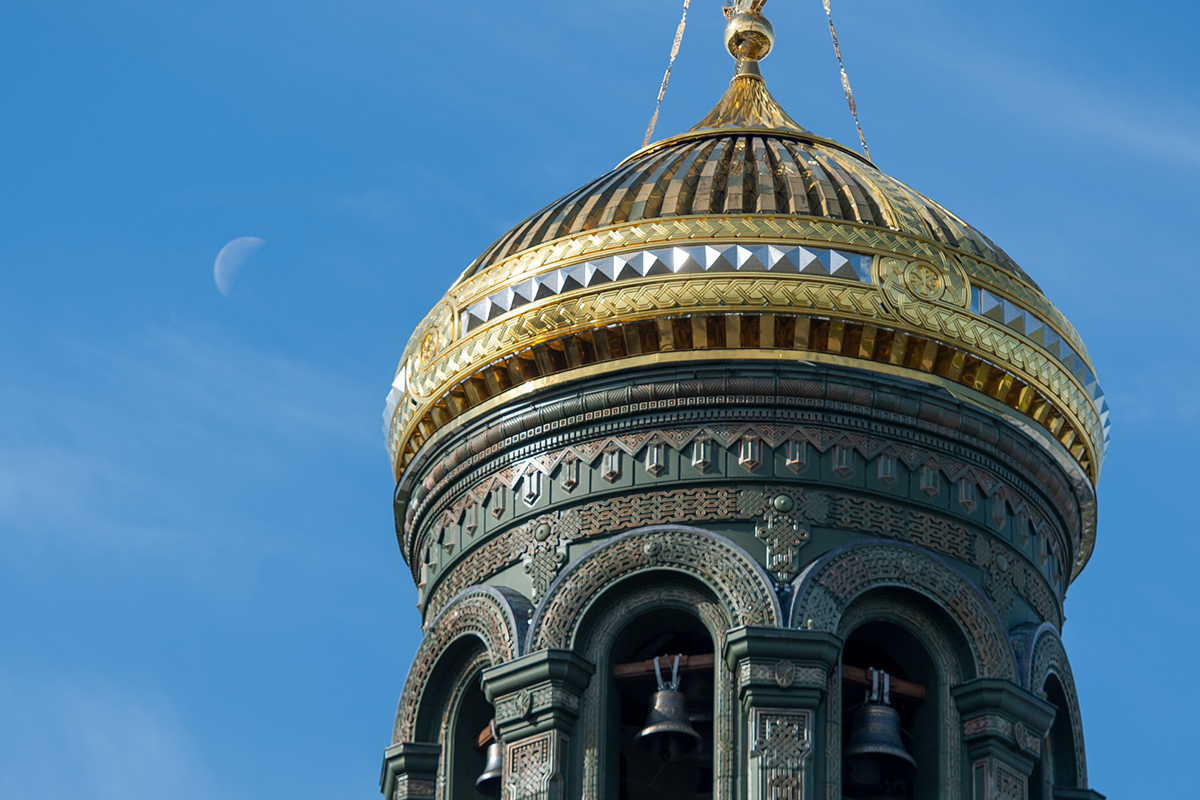
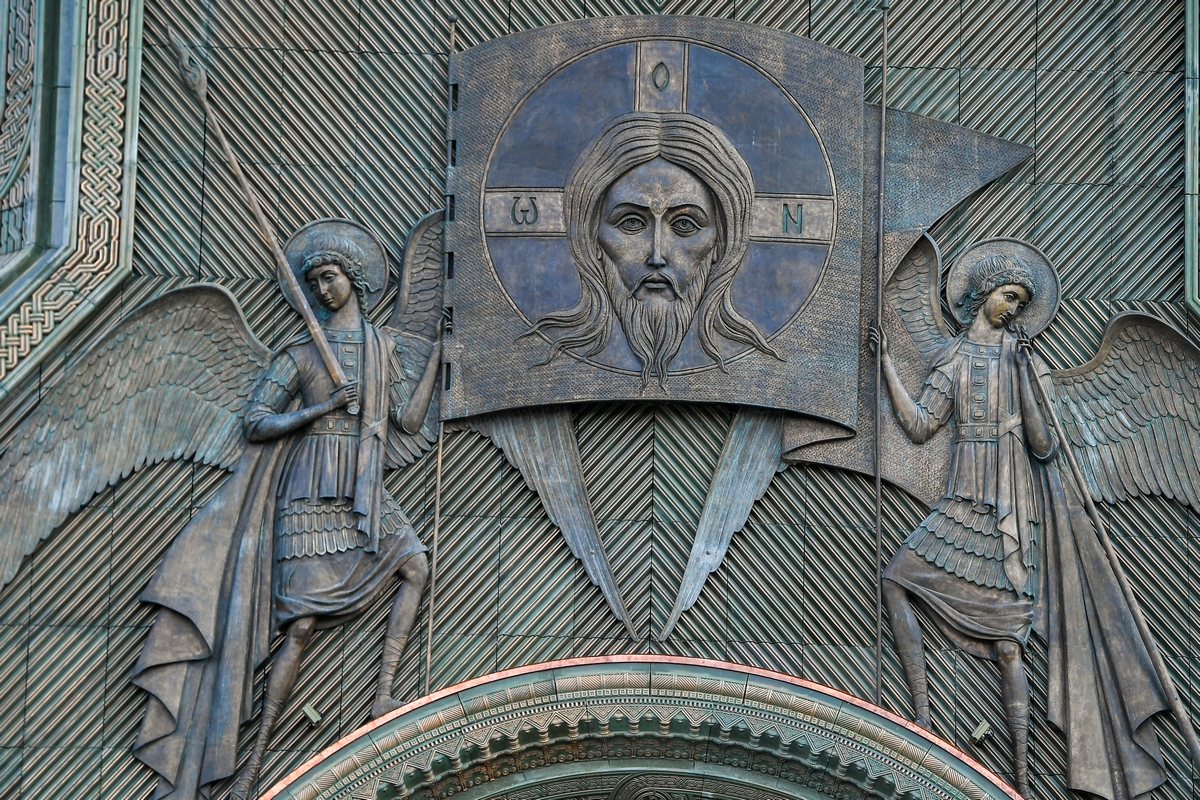
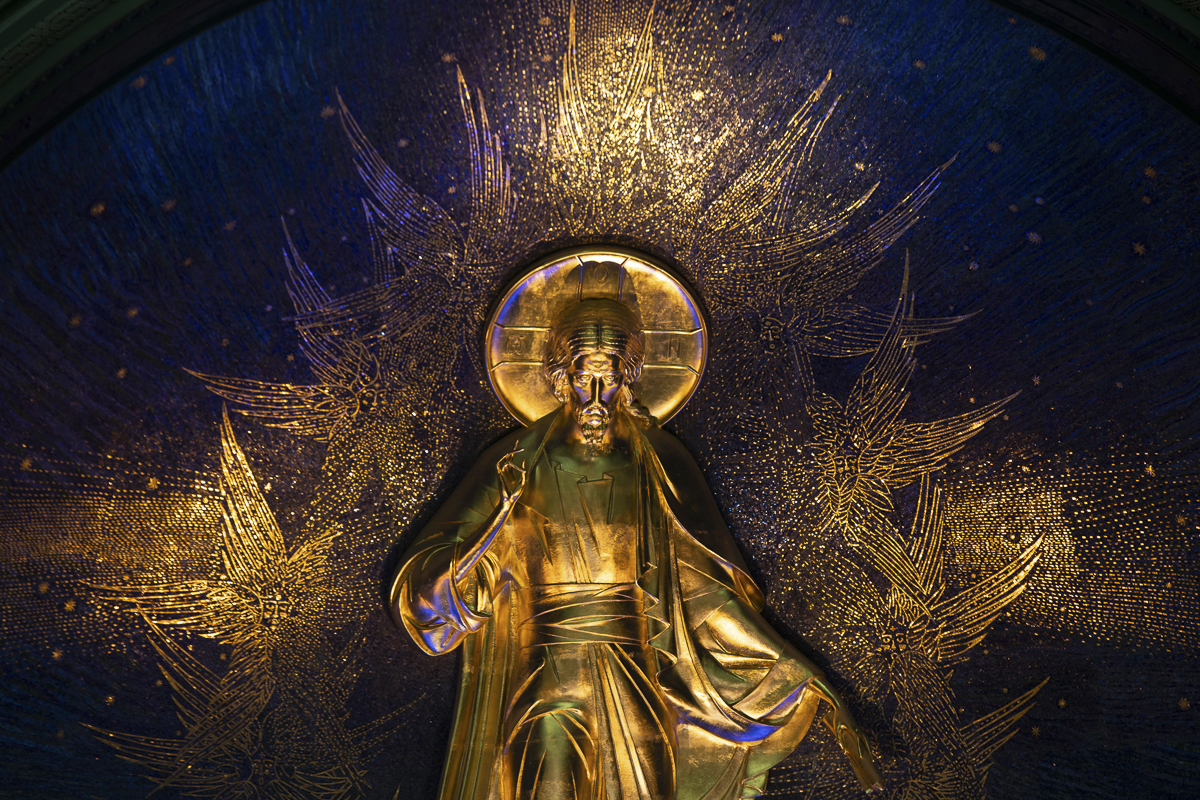
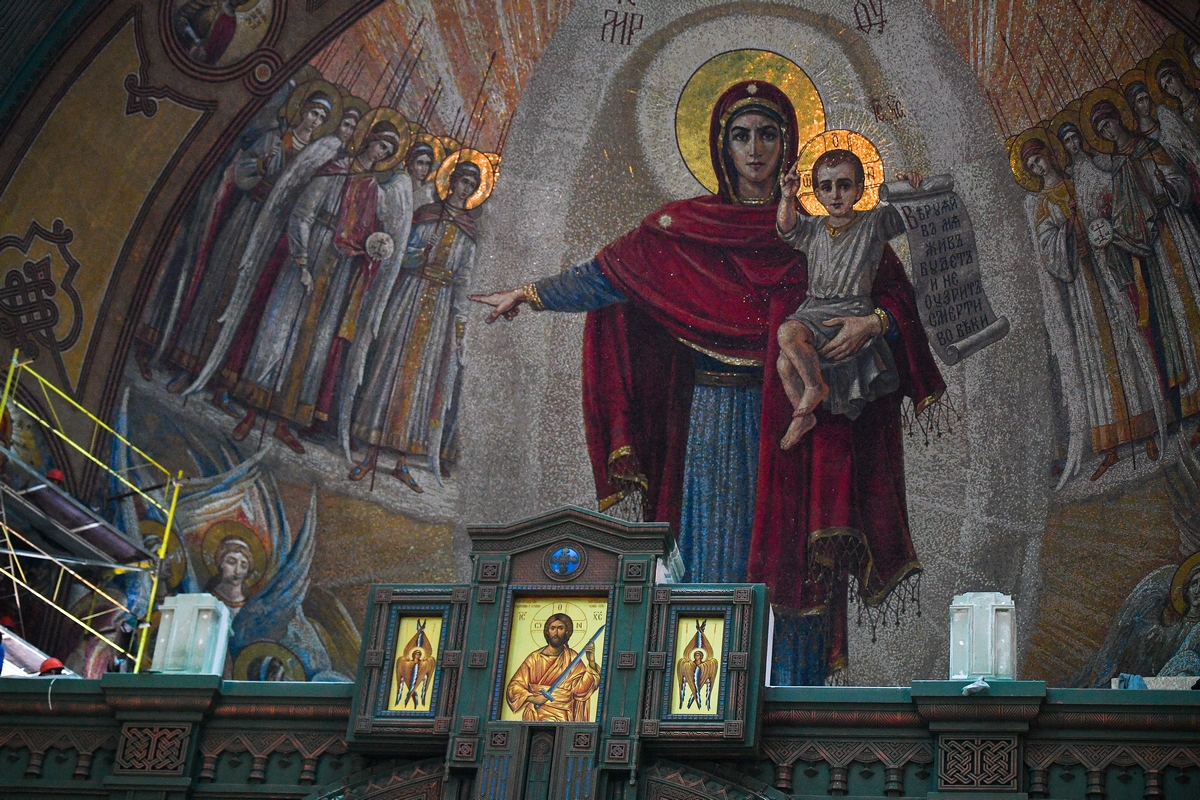
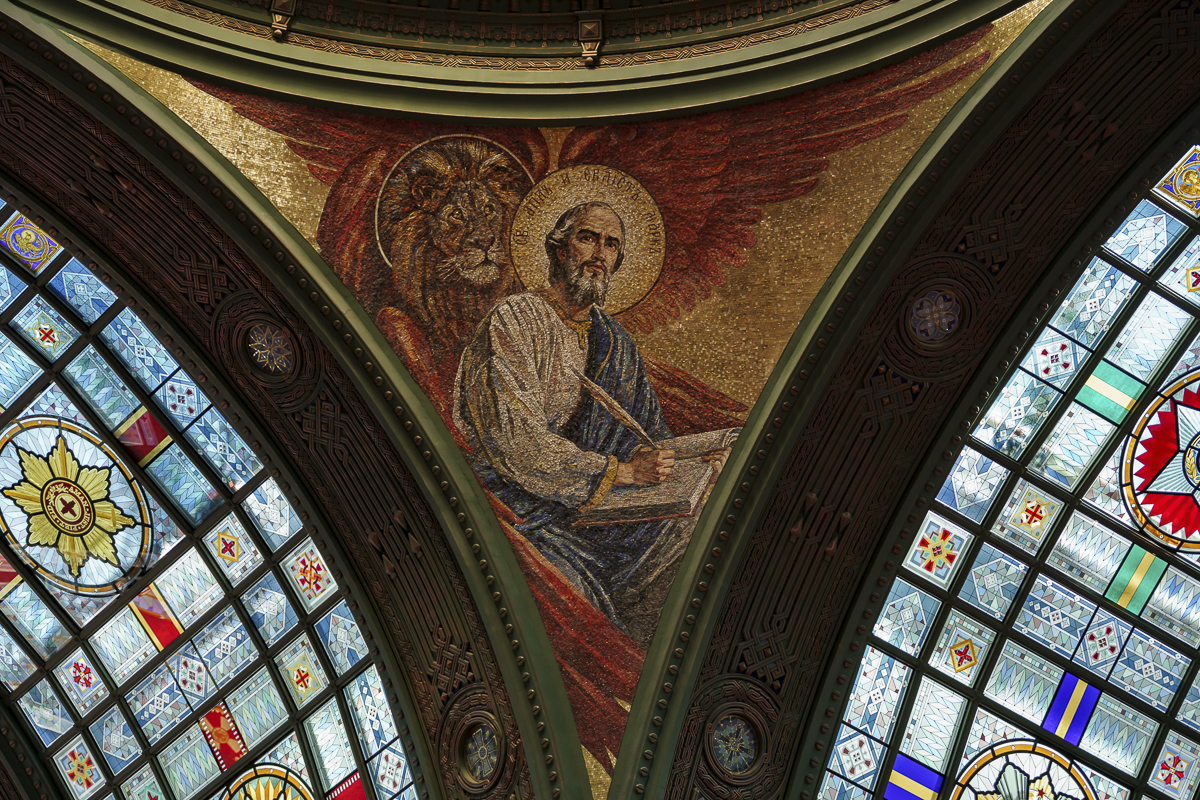